# Stefano Bricarelli
Stefano Bricarelli (Turin, 6 décembre 1889 - Turin, 8 mai 1989), est un photographe, journaliste et rédacteur en chef italien, connu pour ses photographies en noir et blanc et pour avoir fondé et dirigé deux magazines, Il corriere fotografico et Motor Italia. Il fut l'un des fondateurs de l'association du groupe piémontais pour la photographie artistique, en 1921, avec Carlo Baravalle et Achille Bologne.

## Collections
- Archives de la ville de Turin

## Récompenses
- 1911, Médaille d'or à l'Exposition internationale de Turin
- 1913, Prix Tensi au Concours National de Photographie
- 1923, Médaille d'or et diplôme d'honneur à la première exposition internationale de photographie, d'optique et de cinématographie à Turin
- 1939, 1er prix Cat.A à l'exposition Œuvres et événements du régime à Gênes
- 1951, Prix Turin pour le journalisme
- 1955, Italian Touring Club Award catégorie Best colour photography publié dans le magazine Le Vie d'Italia
- 1986,
  - Prix UIGA Une vie pour le journalisme
  - Prix de la ville de Turin-Piémont Une vie pour la voiture